# Luzerne d'Arabie
Medicago arabica
Espèce
Classification phylogénétique
La luzerne d'Arabie ou luzerne tachetée (Medicago arabica) est une espèce de plantes à fleurs de la famille des Fabaceae, de la sous-famille des Faboideae et de la tribu des Trifolieae. C'est une plante herbacée originaire du bassin méditerranéen.

## Synonymes
Selon ITIS (14 aout 2016) :
- Medicago maculata Sibth ;
- Medicago arabica ssp. inermis Ricker.

## Description
C'est une plante annuelle assez petite au développement printanier. La plante adulte a une hauteur comprise entre 15 et 60 cm.
Les feuilles sont formées de trois folioles cordiformes, dentées près du sommet et portant une tache foncée au centre.
Les fleurs sont jaunes, groupées par trois ou quatre à l'extrémité de hampes florales prenant naissance à l'aisselle des feuilles.
Les fruits sont des gousses épineuses de 5-6 mm de diamètre, à spires assez lâches en cylindre de 2 à 4 mm de hauteur. Les épines sont courtes (< 1 mm).

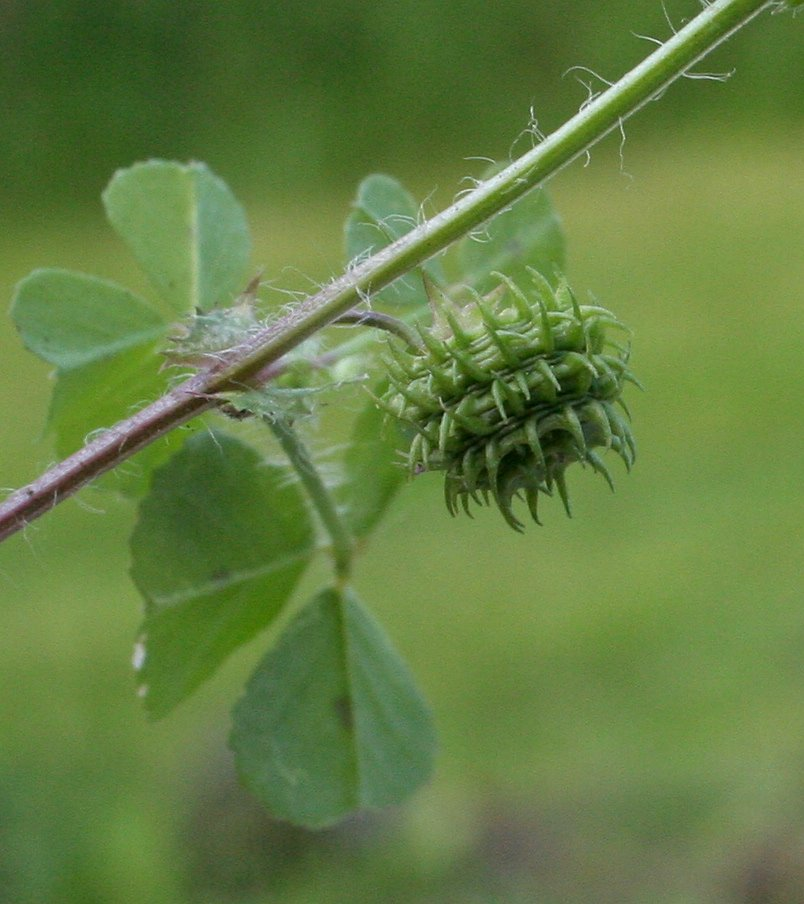
Gousse épineuse enroulée en spirale.

## Distribution et habitats
C'est une plante méditerranéenne. Elle est dispersée en Suisse à l'étage collinaire, dans des milieux xérothermophile, champs et décombres. C'est une néophyte, elle ne figure pas dans la liste des espèces menacées UICN.

## Utilisations
L'espèce est utilisée comme plante fourragère et comme engrais vert.